# 그래프 색칠

그래프의 3개의 색으로의 색칠. 이 그래프는 2개의 색으로 색칠할 수 없으며, 따라서 이 그래프의 색칠수는 3이다.

그래프 이론에서 그래프 색칠(graph色漆, 영어: graph colo(u)ring)은 그래프의 꼭지점들에, 같은 색이 인접하지 않도록 색을 부여하는 방법이다. 이를 사용하여 그래프의 불변량을 정의할 수 있다.

## 정의
(단순) 그래프 {\displaystyle G}의 색칠 {\displaystyle (C,c)}은 집합 {\displaystyle C} 및 함수 {\displaystyle c\colon V(G)\to C}의 순서쌍이다. 이 경우, 임의의 변 {\displaystyle v_{1}v_{2}\in E(G)}에 대하여 {\displaystyle c(v_{1})\neq c(v_{2})}이어야만 한다. 색칠 {\displaystyle (C,c)}에서, {\displaystyle C}의 원소를 색(色, 영어: colo(u)r)이라고 한다.
그래프 {\displaystyle G}의 두 색칠 {\displaystyle (C,c)}, {\displaystyle (C',c')}이 주어졌을 때, 만약 전단사 함수 {\displaystyle f\colon C\to C'}가 존재하여 {\displaystyle c'=f\circ c}인 경우, 두 색칠이 서로 동형이라고 한다.
그래프 {\displaystyle G}의 변 색칠(邊色漆, 영어: edge colo(u)ring)은 {\displaystyle G}의 선 그래프 {\displaystyle L(G)}의 색칠이다. 평면 그래프 {\displaystyle G}의 면 색칠(面色漆, 영어: face colo(u)ring)은 그 쌍대 그래프(영어: dual graph) {\displaystyle G'}의 색칠이다.

### 색칠 다항식과 색칠수

이 그래프 의 경우 이다.

그래프 {\displaystyle G}에서, 색 {\displaystyle C=\{1,2,\dots ,t\}}을 공역으로 하는 색칠의 수를 {\displaystyle P_{G}(t)}라고 쓰자. (이 경우, 서로 동형인 색칠들도 중복하여 센다.) 만약 {\displaystyle G}가 유한 그래프일 경우, 이는 {\displaystyle t}에 대하여 다항식을 이루며, 이를 {\displaystyle G}의 색칠 다항식(영어: chromatic polynomial)이라고 한다. 그래프 {\displaystyle G}의 색칠수(色漆數, 영어: chromatic number) {\displaystyle \chi (G)}는 색칠이 존재하는 최소의 정수이다.
{\displaystyle \chi (G)=\min\{t\in \mathbb {N} \colon P_{G}(t)>0\}}
마찬가지로, 변 색칠 다항식 · 변 색칠수 따위를 정의할 수 있다. 변 색칠수는 색칠 지표(영어: chromatic index)라고도 하며, {\displaystyle \chi '(G)}로 쓴다.

## 성질
(단순) 유한 그래프 {\displaystyle G}에 대하여, 다음 세 조건이 서로 동치다.
- {\displaystyle \chi (G)=1}
- {\displaystyle P_{G}(t)=t^{n}} ({\displaystyle n\in \mathbb {Z} ^{+}})
- {\displaystyle |E(G)|=0}이며 {\displaystyle |V(G)|\geq 1}

(단순) 그래프 {\displaystyle G}에 대하여, 다음 두 조건이 서로 동치다.
- {\displaystyle \chi (G)=2}
- {\displaystyle G}는 이분 그래프이다.

모든 (단순) 유한 그래프 {\displaystyle G}에 대하여, 다음이 성립한다.
- {\displaystyle 1\leq \chi (G)\leq |V(G)|}
- {\displaystyle \chi (G)\left(\chi (G)-1\right)\leq 2|E(G)|}
- {\displaystyle \omega (G)\leq \chi (G)\leq \Delta (G)+1}

여기서 {\displaystyle \omega (G)}는 {\displaystyle G}의 최대 클릭의 크기이며, {\displaystyle \Delta (G)=\max _{v\in V(G)}\deg v}는 {\displaystyle G}의 꼭짓점들의 차수들의 최댓값이다.
브룩스의 정리(영어: Brooks’ theorem)에 따르면, 임의의 연결 유한 그래프 {\displaystyle G}에 대하여, 다음 두 조건이 서로 동치이다.
- {\displaystyle \chi (G)=\Delta (G)+1}이다.
- {\displaystyle G}는 완벽 그래프이거나 홀수 크기의 순환 그래프이다.

4색정리에 따르면, 모든 유한 평면 그래프 {\displaystyle G}에 대하여
{\displaystyle \chi (G)\leq 4}
이다. 그뢰치의 정리(영어: Grötzsch’s theorem)에 따르면, 크기가 3인 순환을 갖지 않는 유한 평면 그래프 {\displaystyle G}에 대하여
{\displaystyle \chi (G)\leq 3}
이다.

### 색칠 다항식의 성질
{\displaystyle n}개의 꼭짓점을 갖는 그래프의 색칠 다항식은 {\displaystyle n}차 다항식이다.
(단순) 유한 그래프 {\displaystyle G}에 대하여, 다음 두 조건이 동치다.
- {\displaystyle \chi _{G}(t)=t(t-1)^{n-1}}
- {\displaystyle G}는 {\displaystyle n}개의 꼭짓점을 갖는 나무이다.

(단순) 유한 그래프 {\displaystyle G}에 대하여, 다음 두 조건이 동치다.
- {\displaystyle \chi _{G}(t)=(t-1)^{n}+(-1)^{n}(t-1)}
- {\displaystyle G}는 크기 {\displaystyle n}의 순환 그래프 {\displaystyle C_{n}}이다.

색칠 다항식이 인 그래프

두 그래프의 색칠 다항식이 같을 경우, 이들이 색칠 동치(영어: chromatically equivalent)라고 한다. 서로 동형이 아닌 두 그래프가 색칠 동치일 수 있다. 예를 들어, 꼭짓점의 수가 같지만 서로 동형이 아닌 두 나무는 색칠 동치이다. 또한, 색칠 다항식이 {\displaystyle t(t-1)^{3}(t-2)}인 그래프는 총 3개가 있다.
연결 성분 {\displaystyle G_{1},\dots ,G_{n}}으로 구성된 그래프의 색칠 다항식은 다음과 같다.
{\displaystyle P_{G}(t)=\prod _{i=1}^{n}P_{G_{i}}(t)}
(단순) 그래프 {\displaystyle G} 및 {\displaystyle uv\in E(G)}에 대하여, {\displaystyle G-uv}를 {\displaystyle G}에서 변 {\displaystyle uv}를 제거한 그래프, {\displaystyle G/uv}를 {\displaystyle G}에서 변 {\displaystyle uv}를 제거하고 {\displaystyle u}와 {\displaystyle v}를 합친 그래프라고 하자. 그렇다면 다음이 성립한다.
{\displaystyle P_{G}=P_{G-uv}-P_{G/uv}}
즉, 이를 사용하여 색칠 다항식을 재귀적으로 계산할 수 있다.

### 알고리즘
임의의 그래프에 대하여 {\displaystyle k}-색칠이 존재하는지 여부는 NP-완전 결정 문제다. 이는 리처드 카프가 1972년에 보인 21개의 NP-완전 문제 중의 하나이다.
임의의 그래프 {\displaystyle G}에 대하여, {\displaystyle \Delta (G)+1}-색칠은 항상 존재하며, 탐욕 알고리즘으로 쉽게 찾을 수 있다.

## 예
일부 그래프의 색칠 다항식 및 색칠수는 다음과 같다.
| 다항식                                          | 색칠 다항식                                                                            | 색칠수                                                 |
| ----------------------------------------------- | -------------------------------------------------------------------------------------- | ------------------------------------------------------ |
| 변이 없는 그래프 {\displaystyle {\bar {K}}_{n}} | {\displaystyle t^{n}}                                                                  | 1                                                      |
| 완전 그래프 {\displaystyle K_{n}}               | {\displaystyle t(t-1)(t-2)...(t-(n-1))}                                                | {\displaystyle n}                                      |
| {\displaystyle n}개의 꼭짓점을 갖는 나무        | {\displaystyle t(t-1)^{n-1}}                                                           | 2                                                      |
| 순환 그래프 {\displaystyle C_{n}}               | {\displaystyle (t-1)^{n}+(-1)^{n}(t-1)}                                                | 2 ({\displaystyle n} 짝수), 3 ({\displaystyle n} 홀수) |
| 페테르센 그래프                                 | {\displaystyle t(t-1)(t-2)(t^{7}-12t^{6}+67t^{5}-230t^{4}+529t^{3}-814t^{2}+775t-352)} | 3                                                      |

## 응용
그래프 색칠 문제는 컴파일러에서 프로세서 레지스터를 할당하는 문제, 무선 기지국 사이에서 간섭을 없애기 위한 주파수 할당 문제 등에 응용된다.
스도쿠 역시 일종의 그래프 색칠 문제이다. 이 경우, 9×9 격자의 각 행·각 열·각 3×3 부분격자는 클릭을 이루며, 스도쿠는 주어진 부분적 9-색칠을 완성시키는 문제이다.

## 같이 보기
- 텃 다항식
- 램지의 정리